# Lagersmit Sealing Solutions
Lagersmit Sealing Solutions (voormalig IHC Sealing Solutions B.V.) is een Nederlands bedrijf gevestigd te Alblasserdam. Het bedrijf bestaat sinds 1856 en zijn sinds de jaren zestig van de 20e eeuw sterk gefocust op afdichtingsoplossingen.

## Geschiedenis
Het bedrijf is opgericht in 1856 met als voornaamste activiteit het produceren van glijlagers. Het bedrijf introduceerde in de jaren zestig de SUBLIME afdichting. Deze werd voornamelijk toegepast in de maritieme sector als afdichting voor scheepsassen. Sindsdien heeft Lagersmit zich gespecialiseerd in afdichtingen voor roterende assen, ook wel asafdichtingen genoemd. Recente voorbeelden van de toepassingen van asafdichtingen zijn afdichtingen voor onder andere scheepsassen, thrusters, getijdenturbines en afdichtingen voor onder andere pompassen.
Sinds 2014 is Lagersmit een onafhankelijk bedrijf en niet langer onderdeel van Royal IHC.